# Éparchie de Chouïa
L'éparchie de Chouïa (Шу́йская епархия) est une éparchie (diocèse chez les orthodoxes) de l'Église orthodoxe russe regroupant les paroisses et les monastères de la partie sud-ouest de l'oblast d'Ivanovo en Russie. Il se trouve dans les limites des raïons (arrondissements) de Chouïa, de Gavrilov Possad, d'Ilinskoïe, de Iouja, de Komsomolsk, de Lejnevo, de Savino et de Teïkovo. Il dépend du siège métropolitain d'Ivanovo.

## Histoire
Il existait en 1928-1929 un vicariat de Chouïa de l'éparchie d'Ivanovo-Voznessensk. 
Par une décision du Saint-Synode de l'Église orthodoxe russe, l'éparchie de Chouïa est érigée le 6 juin 2012, à partir du territoire de l'éparchie d'Ivanovo. Son siège est à la cathédrale de la Résurrection de Chouïa.

## Ordinaires
Vicariat de Chouïa
- Pitirim (Krylov) (1928 - 25 septembre 1929)

Éparchie de Chouïa
- Nikon (Fomine) (1er juillet 2012 - 15 juillet 2016)
- Joseph (Makedonov) (15 juillet 2016 — 2 décembre 2016) par intérim, métropolite d'Ivanovo-Voznessensk
- Matthieu (Samknoulov) (depuis le 2 décembre 2016)

## Doyennés

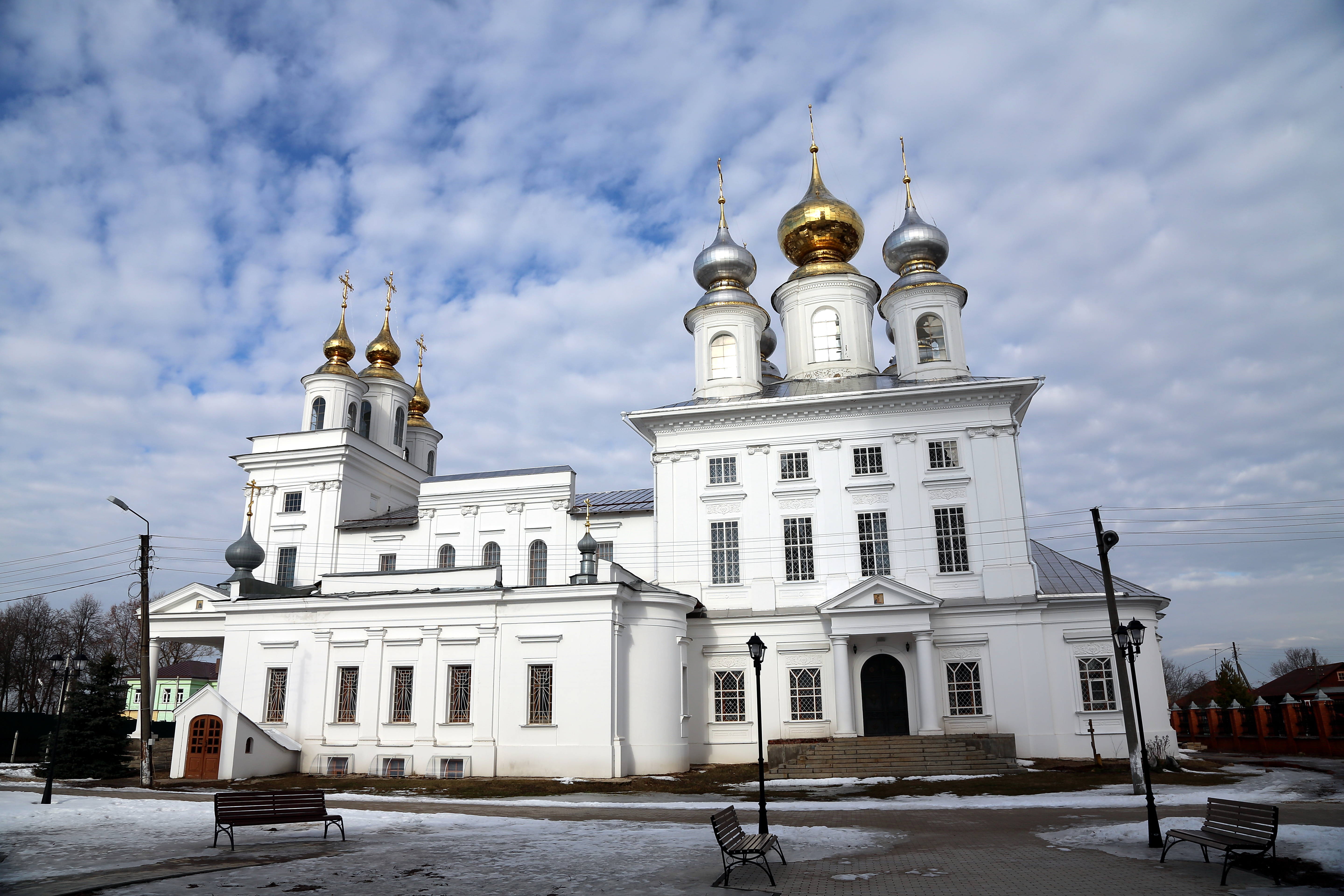
Cathédrale de la Résurrection de Chouïa.

L'éparchie est divisée en huit doyennés (à la date d'octobre 2022):
- doyenné de Chouïa
- doyenné de Gavrilov Possad
- doyenné de Iouja
- doyenné d'Ilinskoïe
- doyenné de Komsomolsk
- doyenné de Lejnevo
- doyenné de Savino
- doyenné de Teïkovo

## Monastères
Moines

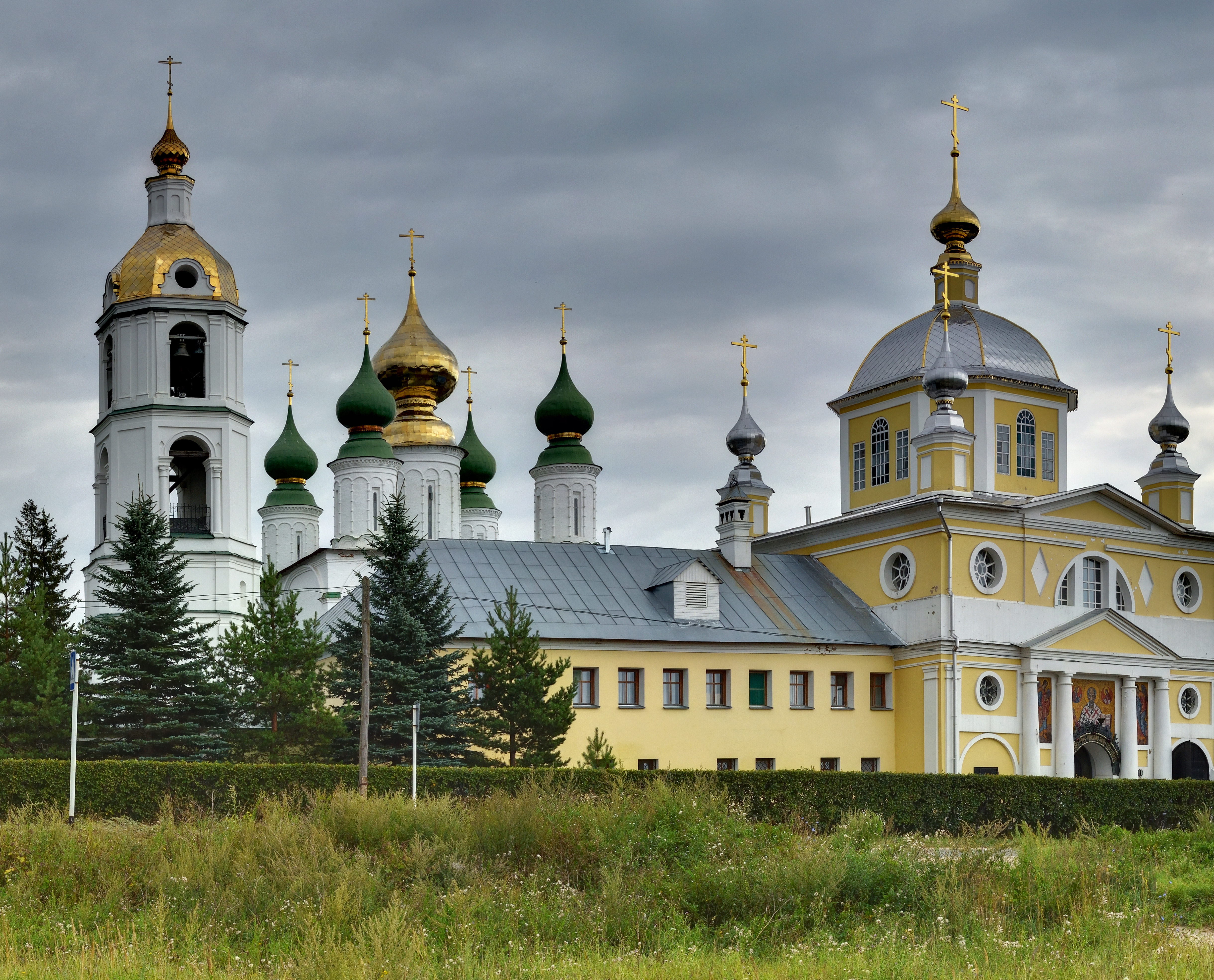
Monastère Saint-Nicolas de la Chartoma.

- Monastère Saint-Nicolas de la Chartoma de Vvedenio dans le raïon de Chouïa
- Monastère de l'Exaltation-de-la-Sainte-Croix de Pogost Krest dans le raïon d'Ilinskoïé
- Monastère Notre-Dame-de-Kazan de Kouznetsovo dans le raïon de Chouïa
- Monastère de la Résurrection de Sergueïevo dans le raïon de Chouïa
- Ermitage de l'Assomption de Zolotnikovskaïa dans le raïon de Teïkovo

Moniales
- Monastère de l'Assomption de Dounilovo, dans le raïon de Chouïa
- Ermitage de Sviatozerskaïa de Mougreïevski dans le raïon de Chouïa

Monastères supprimés
- Monastère de la Trinité de Chouïa (moines)
- Monastère Saint-Boris-et-Saint-Gleb de Chouïa (moniales)
- Monastère du Sauveur de Chouïa (moniales)
- Monastère de Tous-les-Saints de Chouïa (coreligionnaires, moniales)
- Monastère de la Présentation de Vvedenio dans le raïon de Chouïa (moniales), en cours de restauration.